# Luigi Antonio Baruffaldi

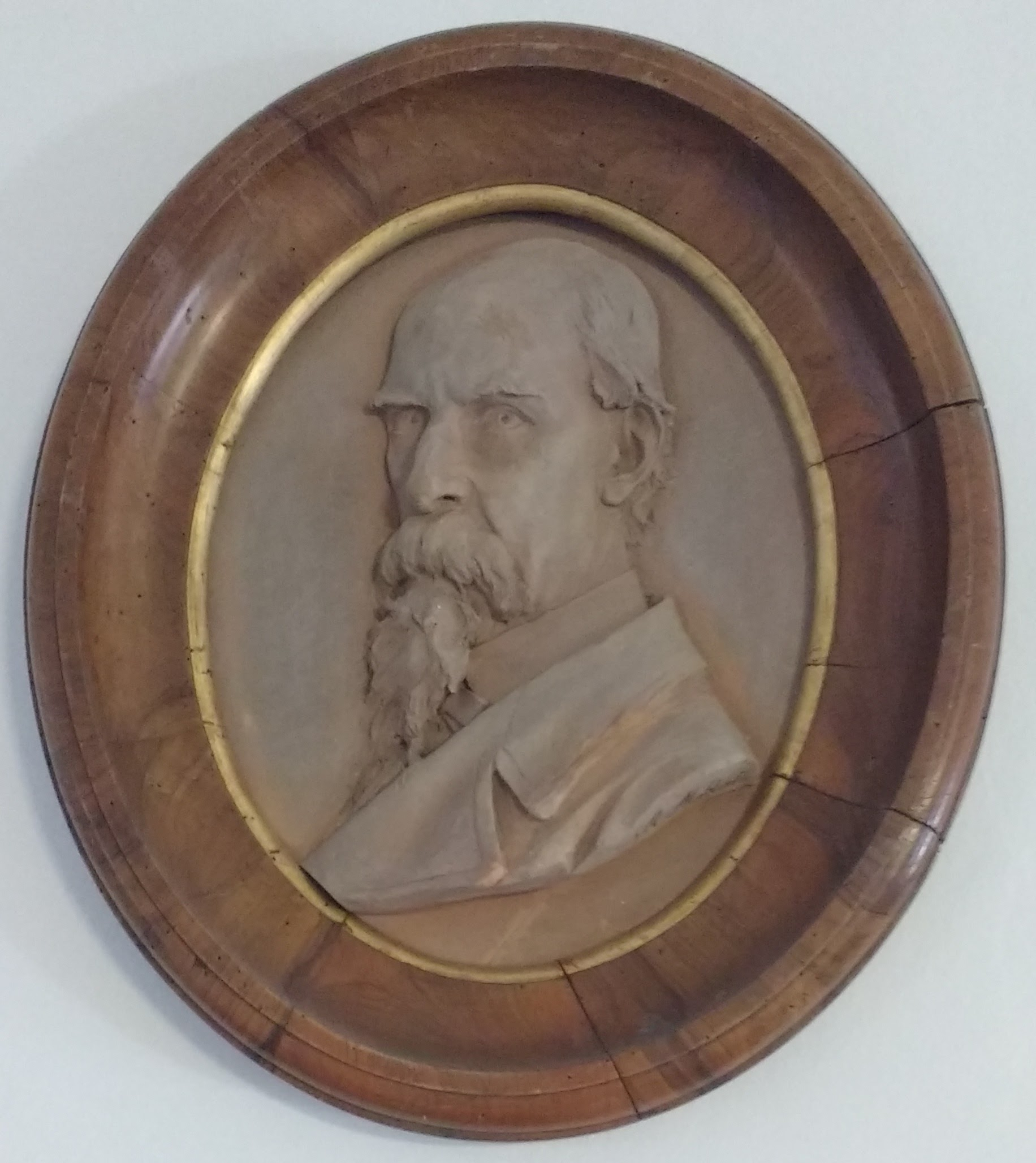
Luigi Antonio Baruffaldi, in un'opera di Andrea Malfatti

Luigi Antonio Baruffaldi (Riva del Garda, 10 luglio 1820 – Riva del Garda, 3 aprile 1905) è stato un politico e avvocato italiano.

## Biografia
Figlio di Pietro Antonio e di Theresa Franzelli, fu podestà di Riva del Garda dal 1851 al 1854 e dal 1861 al 1864. Fu socio dell'Accademia degli Agiati. Svolse un ruolo importante nella vita culturale del Trentino divenendo dal 1856 conservatore dell'imperial-regia Commissione centrale di Vienna per l'indagine e la conservazione dei monumenti.
Come podestà impostò e incentivò la trasformazione urbana della città di Riva del Garda, a lui si deve la stesura del "Regolamento per il pubblico ornato". Curò l'aspetto attuale della Porta di San Michele.
Fu socio dell'Accademia di scienza, lettere ed arti di Padova, dell'Istituto americano di studi superiori di Washington e dell'Arcadia. La città di Riva del Garda gli ha dedicato un viale.